# 茨城西南医療センター病院
茨城西南医療センター病院（いばらきせいなんいりょうセンターびょういん）は、茨城県猿島郡境町にある医療機関である。

## 概要
JA（農業協同組合）グループを構成する組織体である茨城県厚生農業協同組合連合会（JA茨城県厚生連）が茨城県内で運営する6病院のひとつ。

## 沿革
- 1946年（昭和21年）3月 - 開設許可。組合病院として内科、外科を開設。
- 1948年（昭和23年）8月 - 茨城県厚生連へ移管され、猿島協同病院が設立される。
- 1991年（平成3年）3月 - 総合病院として認可され、総合病院猿島協同病院へ名称変更をする。
- 1994年（平成6年）6月 - 茨城西南医療センター病院へ名称変更を行う。

## 交通アクセス
- 最寄駅
  - 東日本旅客鉄道（JR東日本）宇都宮線古河駅 車で約25分
  - 東日本旅客鉄道（JR東日本）宇都宮線栗橋駅 車で約20分
- バス
  - 東武伊勢崎線東武動物公園駅 朝日バス車庫行き 西南医療センター病院入口 下車
  - 宇都宮線古河駅 朝日バス境車庫行き 西南医療センター病院入口 下車
- 最寄インターチェンジ
  - 首都圏中央連絡自動車道境古河ICより約5分